# Rufus Choate

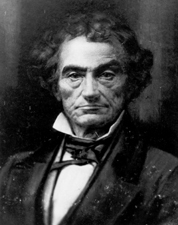
Rufus Choate

Rufus Choate (* 1. Oktober 1799 in Essex oder Ipswich, Essex County, Massachusetts; † 13. Juli 1859 in Halifax, Nova Scotia, Kanada) war ein US-amerikanischer Jurist und Politiker der National Republican Party sowie der Whig Party, der unter anderem den Bundesstaat Massachusetts sowohl im Repräsentantenhaus als auch im Senat der Vereinigten Staaten vertrat.

## Leben

### Studium, Rechtsanwalt und Politiker in Massachusetts
Choate stammte aus einer Familie, die sich 1667 in Massachusetts niederließ. Sein Großvater John Choate war zwischen 1741 und 1761 Mitglied im Repräsentantenhaus von Massachusetts. Er galt als Wunderkind, das im Alter von sechs Jahren Teile der Bibel sowie der Pilgerreise zur seligen Ewigkeit auswendig aufsagen konnte. Nach dem Schulbesuch studierte er am Dartmouth College, das er 1819 als Jahrgangsbester abschloss, und war hier von 1819 bis 1820 als Tutor tätig. Im Anschluss studierte er Rechtswissenschaft an der Law School der Harvard University, bevor er zwischen 1821 und 1822 seine juristische Ausbildung im Büro des damaligen US Attorney General William Wirt in Washington, D.C. fortsetzte.
Nach seiner anwaltlichen Zulassung in Massachusetts wurde er 1823 Rechtsanwalt in Peabody und war dort bis 1828 tätig. Während dieser Zeit begann er seine politische Laufbahn und war zunächst von 1825 bis 1826, wie sein Großvater, Mitglied im Repräsentantenhaus von Massachusetts, ehe er 1827 Mitglied im Senat von Massachusetts war.
1828 arbeitete er als Rechtsanwalt in Salem und erreichte öffentliche Aufmerksamkeit durch einige von ihm übernommene bedeutende Gerichtsverfahren.

### Kongressabgeordneter und US-Senator

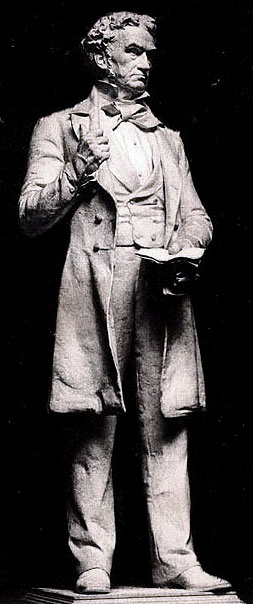
Choate-Statue des Bildhauers Daniel Chester French in Boston

1830 wurde er als Kandidat der National Republican Party zum Mitglied in das US-Repräsentantenhaus gewählt und vertrat nach seiner Wiederwahl 1832 vom 4. März 1831 bis zum 30. Juni 1834 den zweiten Kongresswahlbezirk von Massachusetts. Bei seinen ersten Wahlen konnte er sich gegen den langjährigen Wahlkreisinhaber der Föderalistischen Partei und ehemaligen Marineminister in den Kabinetten der US-Präsidenten James Madison und James Monroe, Benjamin Williams Crowninshield, durchsetzen. Während seiner Mitgliedschaft im Repräsentantenhaus hielt er eine Rede zur Verteidigung eines Schutzzolls.
Vor Beendigung seiner zweiten Legislaturperiode im 23. US-Kongress trat er am 30. Juni 1834 als Abgeordneter zurück und wurde Rechtsanwalt in Boston. Zu dieser Zeit galt er in Neuengland als großer Redner und redete auf zahlreichen öffentlichen Veranstaltungen.
Nachdem er mehrere Jahre als Anwalt gearbeitet hatte, kehrte er 1841 die Politik zurück und wurde für die Whig Party als Nachfolger von Daniel Webster, der zum Außenminister in das Kabinett von William Henry Harrison ernannt, Mitglied in den US-Senat für Massachusetts als Senator Class 1. Dem Senat gehörte er vom 23. Februar 1841 bis zum Ende der regulären Amtszeit Websters am 3. März 1845 an.
Wenige Wochen nach seinem Einzug in den Senat hielt Choate eine Rede bei der Beerdigung in der Faneuil Hall in Boston des am 4. April 1841 verstorbenen Präsidenten William H. Harrison. Als Senator widmete er sich Themen wie Schutzzölle, Oregon-Kompromiss, Fiscal Bank Act sowie der Annexion von Texas, gegen die er sich im März 1845 aussprach.

### Rückzug aus der Bundespolitik
1845 verzichtete er auf eine erneute Kandidatur für den Senat, worauf Daniel Webster wieder Senator wurde arbeitete wieder als Anwalt. Mehrere Jahre zog er sich vom politischen Leben zurück, war aber ein großer Befürworter von Daniel Websters Politik, die dieser in seiner berühmten Seventh of March Speech vom 7. März 1850 darstellte. Choate scheiterte bei der Unterstützung der Kandidatur Websters für die Whig Party bei der Präsidentschaftswahl in den Vereinigten Staaten 1852.
1853 war er für einige Zeit Mitglied der Verfassunggebenden Versammlung von Massachusetts und zwischen 1853 und 1854 Attorney General des Bundesstaates. 1854 wurde er in die American Academy of Arts and Sciences gewählt.
Bei der US-Präsidentschaftswahl 1856 lehnte er, anders als zahlreiche Whig Party-Mitglieder, den Eintritt in die Republikanische Partei ab und unterstützte den Präsidentschaftskandidaten der Demokratischen Partei James Buchanan, den er, im Gegensatz zu John C. Frémont, den Repräsentanten einer nationalen Partei sah,.
Im Juli 1859 verschlechterte sich sein Gesundheitszustand, weshalb er eine Erholungsreise nach Europa plante. Er verstarb kurz vor seiner Einschiffung am 13. Juli 1859 in Halifax.
Rufus Choate wurde durch die Aufnahme in die Hall of Fame for Great Americans geehrt.